# Setina pallida
Setina pallida là một loài bướm đêm thuộc phân họ Arctiinae, họ Erebidae.